# Szaflary
Szaflary – wieś w Polsce położona w województwie małopolskim, w powiecie nowotarskim, w gminie Szaflary.

## Położenie
Wieś królewska, położona w drugiej połowie XVI wieku w powiecie sądeckim województwa krakowskiego, należała do tenuty nowotarskiej. W latach 1975–1998 miejscowość administracyjnie należała do województwa nowosądeckiego. Miejscowość jest siedzibą gminy Szaflary.
Położona jest na pograniczu dwóch regionów geograficznych: Kotlina Nowotarska i Pogórze Bukowińskie, pod względem historyczno-etnograficznym należy do Podhala.
Przez miejscowość przechodzi łącząca Kraków z Zakopanem droga krajowa nr 47, będąca częścią Zakopianki.

## Części wsi
| SIMC    | Nazwa             | Rodzaj    |
| ------- | ----------------- | --------- |
| 1050170 | Krótkie Pole      | część wsi |
| 1050201 | Osiedle Cygańskie | część wsi |
| 1050218 | Palenice          | część wsi |
| 1050224 | Podlubelki        | część wsi |
| 1050253 | Tewikiel          | część wsi |
| 1050260 | Zawodzie          | część wsi |

## Historia
W roku 1350 w Szaflarach powstała parafia św. Andrzeja Apostoła. Siedzibą parafii jest kościół św. Andrzeja Apostoła pochodzący z początku XIX wieku. W średniowieczu na terenie miejscowości znajdował się zamek, obecnie nieistniejący.

## Zabytki
Obiekty wpisane do rejestru zabytków nieruchomych województwa małopolskiego.
- Kościół parafialny pw. św. Andrzeja Apostoła, ogrodzenie;
- grodzisko, ruiny zamku, pawilon widokowy;
- teren zespołu podworskiego z zachowanymi reliktami: mur kamienny, bramka, kuchnia dworska, fundamenty dworu;
- chałupa Anny Doruli nr 124.

W Szaflarach urodził się Jakub Kazimierz Rubinkowski (1668–1749), rajca toruński i pisarz polski epoki saskiej. Ludwik Zejszner w XIX wieku tak opisywał majątek szaflarski należący do Uznańskich: jest to dwór murowany, jak i liczne domostwa folwarczne, obwiedzione przy tym białym murem wśród grup bujnych drzew, które niemało uroku dodają tej pięknej siedzibie [...] W miejscu zamku stoi teraz altana murowana [...] Ale najwspanialszy jest widok na Tatry. Z kolei Michał Bałucki, opisując wycieczkę tatrzańską w 1859 napisał o Szaflarach, że jest to jedna z najmniej wdzięcznych wiosek podhalańskich. Okolica skąpa w lasy, chaty ścieśnione i gęsto zbudowane, rzadko gdzie ocienione drzewkiem. Dwór sam w szczerym polu kawałek od lasu ponuro wygląda.
W latach 1969–1990 działała tutaj największa w Polsce wytwórnia nart Polsport Szaflary.

## Kąpieliska geotermalne
W 2008 roku otwarto kompleks basenów (otwartych i krytych) „Termy Szaflary” o powierzchni 970 m² zasilanych wodą termalną z miejscowego odwiertu. W 2014 roku otwarto kąpielisko termalne z leczniczą wodą siarkową „Gorący Potok”.